# Farreidae
Farreidae is een familie van sponsdieren uit de klasse van de Hexactinellida. 

## Geslachten
- Asceptrulum Duplessis & Reiswig, 2004
- Aspidoscopulia Reiswig, 2002
- Claviscopulia Schulze, 1899
- Farrea Bowerbank, 1862
- Lonchiphora Ijima, 1927